# Evolution (álbum de Masami Okui)
evolution é o 15º álbum de estúdio de Masami Okui. Foi lançado em 4 de outubro de 2006 pela evolution e possui 10 faixas.

## Produção
Este é o terceiro álbum que Okui lança por sua própria gravadora, a evolution. O álbum teve uma edição limitada lançada, ela possui capa em cores e um DVD com videoclipes das músicas "mitsu", "zero-G-" e "WILD SPICE".

## Recepção
O álbum ficou duas semanas no Oricon Albums Chart, chegando à 60ª posição.
O CD Journal disse que o álbum "tem uma boa variedade de músicas, entre o rock e canções mais melódicas", destacando as músicas "zero-G-" e "WILD SPICE".

## Legado
Duas faixas foram usadas em animes, "zero-G-" em Ray the Animation, e "WILD SPICE", em Muteki Kanban Musume.

## Faixas
| N.º            | Título                                              | Letras         | Música            | Arranjo         | Duração |  |
| 1.             | "SOLDIER～Love Battlefield～"                       | M. Okui        | Hidetake Yamamoto | H. Yamamoto     | 4:21    |  |
| 2.             | "zero-G-" (de Ray the Animation)                    | M. Okui        | Monta             | Hideyuki Suzuki | 3:56    |  |
| 3.             | "Iteza no Tsuki no Koromo ni"                       | M. Okui        | M. Okui           | Takahito Eguchi | 4:23    |  |
| 4.             | "Niji"                                              | M. Okui        | Kenjiro Sakiya    | K. Sakiya       | 3:43    |  |
| 5.             | "Lunatic Summer"                                    | M. Okui        | M. Okui           | Monta           | 5:34    |  |
| 6.             | "Kiba ~Task~"                                       | M. Okui        | MACARONI☆         | MACARONI☆       | 4:09    |  |
| 7.             | "Shiranui"                                          | M. Okui        | K. Sakiya         | Jun Yamazaki    | 5:51    |  |
| 8.             | "WILD SPICE-TRANCE MIX-" (de Muteki Kanban Musume") | M. Okui        | Monta             | Monta           | 6:07    |  |
| 9.             | "Otome no Kokoro Mugen"                             | M. Okui        | M. Okui           | H. Suzuki       | 4:38    |  |
| 10.            | "SOUL MATE"                                         | M. Okui        | H. Yamamoto       | H. Yamamoto     | 5:12    |  |
| Duração total: | Duração total:                                      | Duração total: | Duração total:    | Duração total:  | 47:54   |  |